# Спіделе
Спіделе (рум. Spidele) — село у повіті Бузеу в Румунії. Входить до складу комуни Буда.
Село розташоване на відстані 133 км на північний схід від Бухареста, 41 км на північ від Бузеу, 92 км на захід від Галаца, 97 км на схід від Брашова.

## Населення
За даними перепису населення 2002 року у селі проживали 68 осіб, усі — румуни. Усі жителі села рідною мовою назвали румунську.